# Tryllestav
En tryllestav er en stav, som troldmænd eller kvinder siges at anvende for at fremkalde magi.
En tryllestav afbildes ofte i bøger og anden litteratur som en træstav. Tryllestave kan dog tillige være af sten, metal eller elfenben. Nutidens tryllekunstnere anvender ofte en sort forholdsvis kort stav med hvide ender. 
Kendte fiktive figurer, der har/havde en tryllestav:
- Harry Potter, hovedpersonen i J.K. Rowlings romanserie af samme navn.
- Gandalf, en troldmand fra J.R.R. Tolkiens romaner Hobitten og Ringenes Herre.